# Franz Strzelczyk
Franz Alois Strzelczyk (auch Strelzik) (* 2. Dezember 1880 in Königshütte (Oberschlesien); † 1955) war ein deutscher Philologe, Lyriker, Schriftsteller und Lehrer. Seine Werke sind der Schönen Literatur und Belletristik zuzuzählen.

## Leben
Franz Strzelczyk wurde am 2. Dezember 1880 in Königshütte in Oberschlesien geboren. Während seiner Zeit am Königlichen Gymnasium zu Königshütte erhielt er Stipendien aus dem Neuschlesischen Schulfonds der Königlichen Regierung in Oppeln und vom Kardinal Fürstbischof Georg von Kopp. Außerdem besuchte er das Gymnasium in Beuthen in Oberschlesien. Seine schulische Laufbahn schloss er mit der Maturitätsprüfung (Abitur) ab.
Nach seinem Abitur widmete er sich, wohl auch auf Wunsch des Vaters, zuerst dem Berghüttenwesen. Er wechselte aber schlussendlich die Fakultät und studierte (oder war zumindest eingeschrieben) ab mindestens 1900 Altphilologie und Germanistik in Breslau sowie ab dem Wintersemester 1905 in Jena, welches er 1910 mit dem Staatsexamen abschloss. Strzelczyk war Mitglied im Corps Lugia Breslau (heute: Corps Silingia Breslau zu Köln).
1911 trat er in Rudolstadt als wissenschaftlicher Hilfslehrer in den öffentlichen Schuldienst am Fürstlichen Gymnasium in Rudolstadt ein (Gymnasium Fridericianum Rudolstadt). Ab 1912 war er dort Oberlehrer bzw. Studienrat. Zur engeren Zusammenarbeit aller Volkshochschulen im Raum Schwarzburg-Rudolstadt initiierte Strzelczyk 1920 den ersten Volkshochschulkreistag.
Am 15. Juni 1935 wendete er sich mit der Idee einer eigenen Veranstaltung der Dichtung in Anlehnung an den Sängerkrieg auf der Wartburg an die Deutsche Akademie der Dichtung. Damit beabsichtigte Strzelczyk, die Dichter und Lyriker seiner Zeit mehr zu würdigen, diesen eine eigenständige Bühne zu bieten und Sichtbarkeit zu verschaffen, was zur kulturellen Förderung in der Öffentlichkeit beitragen sollte. Zur Durchführung einer solchen Veranstaltung schlug er eine Zusammenarbeit mit der NS-Kulturgemeinde, dessen Mitglied er war, vor. Das Ansinnen von Strzelczyk wurde vom 2. Vorsitzenden der Deutschen Akademie für Dichtung, Hans Friedrich Blunck, allerdings abgelehnt.
Er verstarb 1955.

## Künstlerisches Wirken
Strzelczyk verfasste zahlreiche Werke (häufig auch unter seinem Pseudonym Strelzik) überwiegend Bücher, Gedichte und Märchen. Als Inspiration nutzte er dabei häufig die Natur oder bekannte Orte (u. a. Bodelwitz, Ehrenstein, Eisenberg, Gera, Jena, Rudolstadt, Saalfeld) und Sehenswürdigkeiten (u. a. Burg Giebichenstein, Falkenstein, Fuchsturm, Hörselberg, Ruine Greifenstein, Wartburg) mehrheitlich aus Thüringen. Strzelczyk besuchte beispielsweise das Schillerhauses in Rudolstadt, was sich auch in einigen seiner Gedichte wiederfindet (z. B. Schillers Gartenhaus). In seinen späteren Werken widmete er sich auch der lyrischen Form der Sangspruchdichtung.

## Ausstellungen
Sein Märchenbuch Goldene Kinderzeit - Weihnachts- und Wintermärchen wurde 2021 in der Ausstellung "Es war einmal… . 111 historische Märchenbücher aus der Sammlung Stippich 1800 bis 1950" der Stadtbibliothek Bielefeld gezeigt. Sein Gedicht Der Pulverturm am Fürstengraben ist auf einer Postkarte von Alfred Bischoff im Stadtmuseum Jena zu sehen.
Der überwiegend Teil seiner Werke befindet sich in den Beständen der Thüringer Universitäts- und Landesbibliothek in Jena, im Landesarchiv Thüringen in Weimar, den Stadtbibliotheken Bielefeld und Eisenach sowie der Deutschen Nationalbibliothek.

## Werke

### Bücher
Alphabetische Reihenfolge (Auszug):
- Fuchs Stöpsel (eine Verherrlichung des studentischen Fuchsenlebens und seiner Zeit im Corps Lugia, 1906)
- Goldene Kinderzeit - Weihnachts- und Wintermärchen (1920)[16]
- Jugend, Buch, und Wir (zur Eröffnung der Ausstellung Jugend und Buch vom 26.–30. November in Rudolstadt, 1925)[17]
- Knospen - Lyrische Gedichte (1905)
- Luftikus der Riesendrache (1961, 1979)[18][19]
- Stoßt an! Jena soll leben! (1909)[20]
- Thüringer Balladen (1931)[21]

### Gedichte und Märchen
Alphabetische Reihenfolge (Auszug):
- Abbes Vermächtnis (1911)[22]
- Am Fürstengraben[23]
- Am Tor der Ewigkeit (1930)[24]
- Das Album des Lebens (1934)[25]
- Das Frommannsche Haus am Fürstengraben[26]
- Das graue Männchen vom Greisenstein (1929)[27]
- Das Schillerkirchlein in Jena-Ost
- Der Jenaer Marktplatz[28]
- Der Pulverturm am Fürstengraben[29]
- Der steinerne Riesenfinger bei Jena: Eine Fuchsturmbalade (1929)[30]
- Deutscher Frühling (1928)
- Die Camsdorfer Brücke[31]
- Die Schillerkirche in Wenigenjena[32]
- Ein Maientag (1910)[33]
- Erinnerung an das alte Schloß[34]
- Fuchsturmpoesie[35]
- Geisterkampf (1909)[36]
- Graf Zeppelin (1908)[37]
- Im Prinzessinnengarten[38]
- Jena sieben Wunder[39]
- Schillers Gartenhaus[40]
- Sturmblätter Sonett (1914)
- Und träumt den ersten Liebestraum (1910)[41]
- Unser Führer (1934)
- Zwergenkönig Golderich (1926)[42]

### Sangspruchdichtung
Alphabetische Reihenfolge (Auszug):
- Das Menschenherz (1934)
- In der Schmiede des Schicksals (1934)
- Saarland in Not: Es singt die Sehnsucht an der Saar

### Weitere
Alphabetische Reihenfolge (Auszug):
- Auf dem Karzer lebt sich´s frei! : Blätter aus Jenenser Karzer-Tagebüchern (1910)[43]
- Die bunte Kiste (Beitrag im Werk von Lili Börsch, 1953)[44]
- Ein Besuch auf dem Jenaer Karzer[45]
- Ein seltsames Völkchen (1910)[46]
- Ein thüringisches Dorf (1913)[47]
- Neun Generationen der Familie Ens (1934)
- Über die Alten für die Jugend (1932)